# Cristur-Șieu
Cristur-Șieu – wieś w Rumunii, w okręgu Bistrița-Năsăud, w gminie Șieu-Odorhei. W 2011 roku liczyła 459 mieszkańców.